# Ангелокастро (Корфу)
Вижте пояснителната страница за други значения на Ангелокастро.
Ангелокастро (на гръцки: Αγγελόκαστρο; на венециански: Castel Sant'Angelo) е епирска, византийска, неаполитанска и венецианска крепост на остров Корфу.  Намира се на северозападното крайбрежие на острова в близост до Палеокастрица и е построена на и около изключително стръмна от всички страни скала, издигаща се на 305 m над морското равнище.
Ангелокастро е най-важното укрепление на остров Корфу, благодарение на което острова остава единствената балканска територия непопадала под османска власт. Акрополът на крепостта е и стратегически наблюдателен пункт към морския път свързващ Адриатика със Средиземноморието. В този смисъл бил от ключово значение за Венецианската република.
Ангелокастро образува укрепен триъгълник със замъците на Гардики и Касиопи, които защитават Корфу откъм юг, северозапад и североизток.
Не е известна годината на издигането на крепостта, но се предполага че това се е случило при управлението на Михаил I Комнин и сина му Михаил II Комнин. Първият писмен документ упоменаващ крепостта е от 1272 г. Първите артефакти на мястото датират от периода 5-7 век, поради което често неточно замъкът е определян като византийски. В архитектурата му има определено италийско и южнофренско влияния. 
Предположително от артефактите, крепостта е издигната по време на Епирското деспотство, след което е под властта на Византия, за да бъде завладяна от Карл I Анжуйски за Неаполитанското кралство в стремежа му към възстановяване на Латинската империя. Началото на неаполитанската власт над крепостта и острова съвпада с образуването на кралство Албания с център Драч.
От 1387 г. до края на 16 век Ангелокастро е столица на Корфу и седалище на венецианския кастелан (управител) на Йонийските острови и същевременно командир на венецианския флот в Йонийско море. По процедура кастеланът се избира измежду благородниците на острова.
Властта над замъка и острова преминава мирно от Неаполитанското кралство към Венецианската република.
В 1403 г. генуезки флот с около 10 000 наемници дебаркира в Палеокастрица. Генуезите са на път за Светите земи и пътьом обсаждат близо година крепостта безуспешно под командването на френския маршал Жан льо Мангре. Островът е разграбен и разорен. След това венецианският сенат се вижда принуден да приеме и отправи петиция до жителите на острова, че получават пълни политически привилегии на венециански граждани, т.е. Корфу е под пряка венецианска власт. 
Стратегическото местоположение на Корфу със своята цитадела Ангелокастро е оценено от османците, които общо три пъти безуспешно обсаждат Ангелокастро – през 1537 г., през 1571 г. и за последно в 1716 г.
През 1537 г. под стените на крепостта се появяват изпратени от Сюлейман Великолепни 25 000 еничари под командването на адмирал Хайредин Барбароса. По това време много селяни остават извън крепостните стени, поради което населението на острова масово губи вяра във възможностите на републиката на Свети Марко да го покровителства и закриля. По това време крепостта подслонява 3000 жители на остров Корфу. Близо 20 000 други жители на Корфу остават извън крепостните стени и са поробени.
През август 1571 г. османците отново се появяват под стените на крепостта и на остров Корфу. Целият остров е разорен и ограбен. Този път крепостта приютява 4000 селяни.
Последната османска инвазия в Корфу и обсада на крепостта е през 1716 г. по време на последната венецианско-османска война (1714-1718).